# Evadne
Evadne pode significar:
- Na mitologia grega:
  - Evadne (filha de Ífis), esposa de Capaneu, jogou-se na pira crematória do marido,[1] morto na expedição dos Sete Contra Tebas.
  - Evadne, esposa de Argos (filho de Níobe).[2]
  - Evadne (filha de Netuno).[3]
  - Evadne (filha de Pélias), uma das três filhas de Pélias que, enganadas por Medeia, mataram o próprio pai, depois elas quiseram se matar, mas Jasão as impediu, e deu as três em casamento a reis aliados; Evadne casou-se com Canes, filho de Céfalo e rei dos fócios.[4]

- Algumas espécies de gastrópodes:
  - Pleurotomella evadne
  - Crockerella evadne
  - Gibberula evadne